# Championnat de Belgique féminin de handball 2018-2019
Navigation
2017-2018 2019-2020
La saison 2018-2019 du Championnat de Belgique féminin de handball est la 47e saison de la plus haute division belge de handball. La première phase du championnat, la phase classique, est suivie de Play-offs et de Play-downs.

## Participants
| Club                 | Classement 2018/19 | Localisation | Entraîneur | Salle                                     | Capacité |
| -------------------- | ------------------ | ------------ | ---------- | ----------------------------------------- | -------- |
| HB Saint-Trond       | 1er                | Saint-Trond  | ?          | Sporthal Jodenstraat                      | ?        |
| Initia HC Hasselt    | 2e                 | Hasselt      | ?          | Sporthal Alverberg                        | 1 730    |
| Achilles Bocholt     | 3e                 | Bocholt      | ?          | Sportcomplex De Damburg                   | 1 539    |
| Fémina Visé Handball | 4e                 | Visé         | ?          | Hall Omnisports de Visé                   | 600      |
| DHC Waasmunster      | 5e                 | Waasmunster  | ?          | Sporthal Hoogendonck                      | ?        |
| DHW Antwerpen        | 6e                 | Anvers       | ?          | Sportcomplex Sorghvliedt Sporthal De Bist | 950 ?    |
| HC Eynatten-Raeren   | 2e de D2           | Liège        | ?          | Sportzentrum                              | ?        |
| DHC Overpelt         | 1er de D2          | Overpelt     | ?          | ?                                         | ?        |

## Localisation
| \| Visé Bocholt Hasselt Anvers Waasmunster Saint-Trond Raeren Overpelt \| Localisation des clubs engagés dans le championnat |
| Visé Bocholt Hasselt Anvers Waasmunster Saint-Trond Raeren Overpelt                                                          |

| # | Province                        | Nombre | Équipe(s)                                                           |
| - | ------------------------------- | ------ | ------------------------------------------------------------------- |
| 1 | Province de Limbourg            | 4      | Initia HC Hasselt, Achilles Bocholt, HB Saint-Trond et DHC Overpelt |
| 2 | Province de Liège               | 2      | Fémina Visé et HC Eynatten-Raeren                                   |
| 3 | Province d'Anvers               | 1      | DHW Antwerpen                                                       |
| 3 | Province de Flandre-Orientale   | 1      | DHC Waasmunster                                                     |
| 5 | Province de Flandre-Occidentale | 0      | -                                                                   |

## Compétition

### Saison régulière

#### Classement
|   | Équipe                 | Pts | J  | G  | N | P  | Bp  | Bc  | Diff | Dép  |
| - | ---------------------- | --- | -- | -- | - | -- | --- | --- | ---- | ---- |
| 1 | Achilles Bocholt       | 25  | 14 | 13 | 1 | 0  | 405 | 286 | 119  | -    |
| 2 | HB Saint-Trond (T)     | 19  | 14 | 10 | 1 | 3  | 358 | 303 | 55   | -    |
| 3 | Fémina Visé Handball   | 17  | 14 | 8  | 1 | 5  | 357 | 309 | 48   | 3 p. |
| 4 | Initia HC Hasselt      | 17  | 14 | 8  | 1 | 5  | 385 | 328 | 57   | 1 p. |
| 5 | DHC Waasmunster        | 10  | 14 | 6  | 0 | 8  | 365 | 346 | 19   | +12  |
| 6 | DHW Antwerpen          | 10  | 14 | 6  | 0 | 8  | 359 | 355 | 4    | -12  |
| 7 | HC Eynatten-Raeren (P) | 6   | 14 | 3  | 0 | 11 | 304 | 422 | -118 | -    |
| 8 | DHC Overpelt (P)       | 0   | 14 | 0  | 0 | 14 | 253 | 437 | -184 | -    |

|     | Qualification aux playoffs                  |
|     | Participation aux playdowns                 |
| (T) | Tenant du titre 2017-2018                   |
| (P) | Promu de Division 2 2017-2018               |
| (C) | Vainqueur de la Coupe de Belgique 2018-2019 |

#### Matchs
| Résultats (dom.\ext.)                                      | St-T  | Boch  | Has   | Fem   | Waas  | Anv   | Raer  | Over  |
| HB Saint-Trond                                             |       | 24-24 | 16-23 | 27-20 | 23-22 | 28-24 | 26-18 | 36-21 |
| Achilles Bocholt                                           | 28-23 |       | 39-27 | 20-18 | 27-20 | 35-18 | 31-17 | 37-20 |
| Initia HC Hasselt                                          | 20-21 | 24-25 |       | 24-24 | 31-23 | 29-25 | 36-20 | 33-16 |
| Fémina Visé Handball                                       | 18-20 | 19-22 | 31-26 |       | 27-19 | 27-24 | 32-21 | 27-18 |
| DHC Waasmunster                                            | 30-26 | 27-20 | 18-27 | 30-31 |       | 27-21 | 36-17 | 38-21 |
| DHW Antwerpen                                              | 22-29 | 20-27 | 25-23 | 21-16 | 26-32 |       | 32-20 | 44-22 |
| HC Eynatten-Raeren                                         | 18-28 | 24-34 | 27-34 | 21-36 | 30-27 | 22-28 |       | 25-20 |
| DHC Overpelt                                               | 15-31 | 12-31 | 18-28 | 16-31 | 14-23 | 18-29 | 22-24 |       |
| - Victoire à domicile - Match nul - Victoire à l'extérieur |       |       |       |       |       |       |       |       |

### Play-offs

#### Classement
Les playoffs sont un mini-championnat opposant en matches aller-retour les quatre premières équipes de la saison régulière du championnat. Avant le début des playoffs les équipes reçoivent un bonus de points en fonction de leur classement en saison régulière : le premier reçoit quatre points, le deuxième reçoit trois points, le troisième deux points et le quatrième reçoit un point.